# Jiutian Xuannü

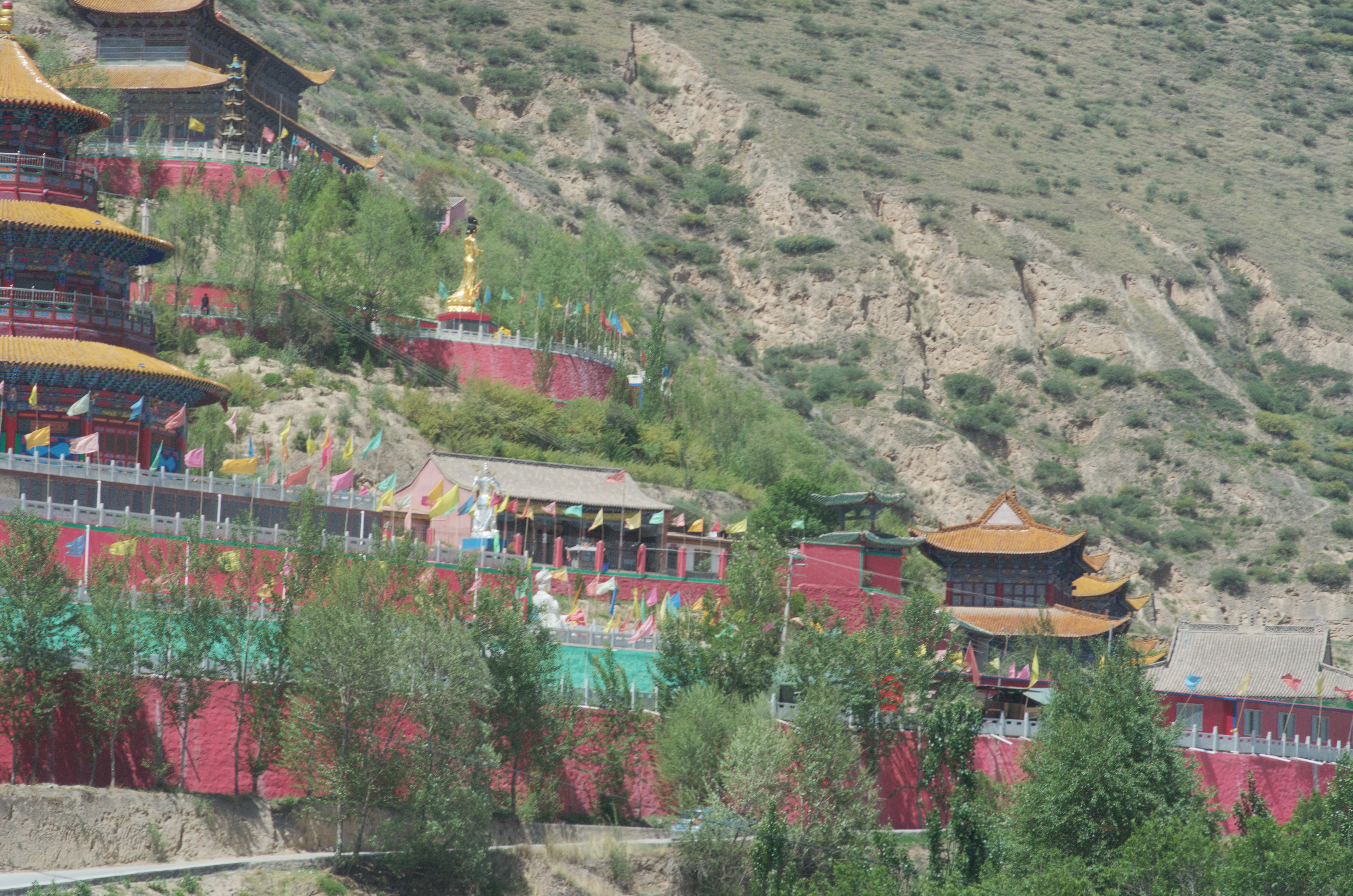
Temple taoïste en l'honneur de Jiutian Xuannü sur le mont Fenghuang, dans le village de Lunmalong, bourg de Duoba (Qinghai, Chine).

Jiutian Xuannü (chinois : 九天玄女 ; pinyin : jiǔtiān xuánnǚ ; litt. « Femme sombre du neuvième ciel », EFEO Hsuan-nu) est un des principaux personnages de la mythologie taoïste. Elle est également appelée jiǔtiān xuánmǔ (九天玄姆, jiǔtiān xuánmǔ), Jiutian Xuannü niangniang (九天玄女娘娘, jiǔtiān xuánnü niángniáng), Jiutian niangniang (九天娘娘, jiǔtiān niángniáng), ou simplement Xuan nü (玄女).
Elle reçoit de nombreuses offrandes des pratiquants du taoïsme et des religions populaires taïwanaises. En septembre 2012, le ministère de l'intérieur taïwanais recensait 46 temples rendant un culte à cette divinité sur l'île.
On attribue à Xiannü la fonction de préceptrice de l'Empereur Jaune. Sous la forme d'un oiseau à tête humaine, elle l'aurait ainsi aidé dans son combat contre Chiyou. C'est la raison pour laquelle on lui attribue aussi trois ouvrages de stratégie militaire. Si l'un d'eux est bien un livre de stratégie, les deux autres pourraient bien être des manuels de sexualité usant d'un vocabulaire militaire. Il existait en effet sous la dynastie Han un certain nombre de manuels de sexe, se présentant sous la forme de dialogues entre l'Empereur Jaune et une préceptrice, d'inspiration taoïste ,. Des traités intitulés Classique [de la chambre à coucher] de la Fille sombre sont d'époque plus tardive et sont sans rapport avec les manuels d'époque Han. 
Dans la religion populaire, elle fait l'objet d'une légende, dans laquelle elle s'unit à un mortel. Elle intervient dans le chapitre xlii du roman Au bord de l'eau pour venir en aide au chef des brigands, Song Jiang.